# مقاطعة ميديلسكس (فيرجينيا)
 مقاطعة ميديلسكس  (بالإنجليزية:  Middlesex County)‏ هي إحدى المقاطعات في ولاية فيرجينيا في الولايات المتحدة الأمريكية.

## أعلام
- جون روبنسون
- جون غور
- جون دوغلاس وودورد